# 보다폰 아레나
보다폰 파크(Vodafone Park)는 터키 베식타시 JK의 홈구장이다. 축구전용경기장으로 2016년에 재개장하였다. 수용인원은 41,903석
베식타시 JK의 홈구장. 2013년부터 영국의 통신사 보다폰의 스폰서쉽을 받아 "보다폰 파크"로 불린다. 이전 명칭인 보다폰 아레나로 알고있는 사람들이 더 많은 구장이기도 하다. 현재와 같은 명칭 변경은 2017년 터키 정부의 스포츠사무국에서 Arena라는 이름을 전부 없애라는 공문을 내려보냈고, 그로부터 일주일 뒤 보다폰 파크로 명명되었다.
이스탄불 탁심 광장 바로 옆에 위치한 경기장으로, 흑해와 마르마라 해를 연결하는 해협을 끼고있어 굉장히 아름다운 경관을 자랑하는 경기장이다.
UEFA의 규정에 따라 UEFA 주관 대회에서는 스폰서의 이름이 포함되어있는 명칭을 사용하지 못해 베식타슈 파크로 불린다.
2019년 8월 14일 UEFA 슈퍼컵이 개최된 경기장이다.